# Acianthera silvae
Acianthera silvae é  uma pequena espécie de orquídea (Orchidaceae) originária do Brasil, do Amazonas, antigamente subordinada ao gênero Pleurothallis.

## Publicação e sinônimos
- Acianthera silvae (Luer & Toscano) Luer, Monogr. Syst. Bot. Missouri Bot. Gard. 95: 254 (2004).

Sinônimos homotípicos:
- Pleurothallis silvae Luer & Toscano, Selbyana 23: 190 (2002).